# Qafa e Valbonës

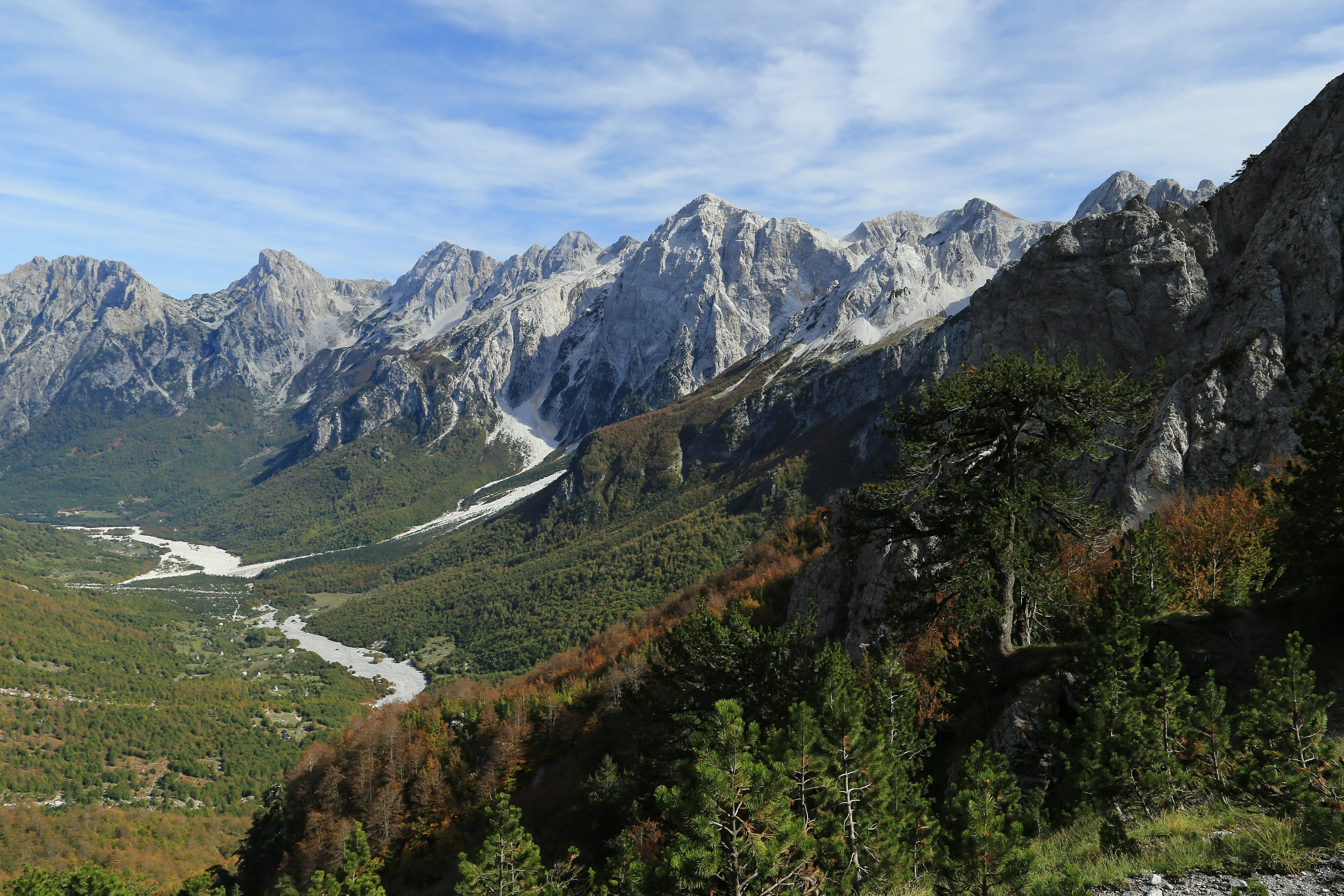
Blick ins Valbona-Tal

Der Qafa e Valbonës (deutsch Valbona-Pass) ist ein Gebirgspass (1795 m ü. A.) im nördlichen Albanien. Er verbindet die Täler der Shala und der Valbona. 
Über den Pass führt ein Gebirgspfad von Theth nach Valbona, der sich bei Wanderern immer größerer Beliebtheit erfreut. Die Route ist Teil des Fernwanderwegs Peaks of the Balkans.
Im Sommer stehen den Wanderern entlang des Weges einfache Verpflegungsstände zur Verfügung. Im Winter und bis in den Spätfrühling hinein ist der Pfad schneebedeckt und gesperrt, da stellenweise sehr gefährlich. Wiederholt kam es zu schweren Unglücken. So ist beispielsweise im Mai 2022 ein Schweizer Berggänger im vereisten, steilen Gelände tödlich abgestürzt.
Am Pass treffen der Nationalpark Theth und der Nationalpark Valbonatal aufeinander.

Das Dorf Rragam am östlichen Anstieg wurde in den 1940er Jahren von Menschen aus Theth besiedelt.